# غوندومار
بلدية غوندومار (بالإسبانية: Gondomar) هي بلدية تقع في مقاطعة بونتيفيدرا التابعة لمنطقة غاليسيا شمال غرب إسبانيا.

## الديموغرافيا
يبلغ عدد سكان بلدية غوندومار 13.973 نسمة عام 2011 (وفقاً للمعهد الوطني للإحصاء الإسباني).
| 11.147 | 11.327 | 11.861 | 12.685 | 13.371 | 13.841 | 13.973 |